# Czarnów (Wołomin)
Pour les articles homonymes, voir Czarnów.

Czarnów (prononciation : [ˈt͡ʂarnuf]) est un village polonais de la gmina de Dąbrówka dans le powiat de Wołomin de la voïvodie de Mazovie dans le centre-est de la Pologne.
Il est situé à environ 7 kilomètres au nord-ouest de Dąbrówka (siège de la gmina), 19 kilomètres au nord de Wołomin (siège du powiat) et 37 kilomètres au nord-est de Varsovie (capitale de la Pologne).
Le village possède une population de 125 habitants en 2001.

## Histoire
De 1975 à 1998, le village appartenait administrativement à la voïvodie d'Ostrołęka.